# Inertial Upper Stage
Inertial Upper Stage (IUS) – dwusilnikowy górny człon rakietowy, wykorzystywany do wynoszenia satelitów na orbity geostacjonarne bądź trajektorie ucieczkowe. Wykorzystywany w rakietach Titan 34D i Titan IV oraz przy niektórych startach promów kosmicznych.

## Galeria

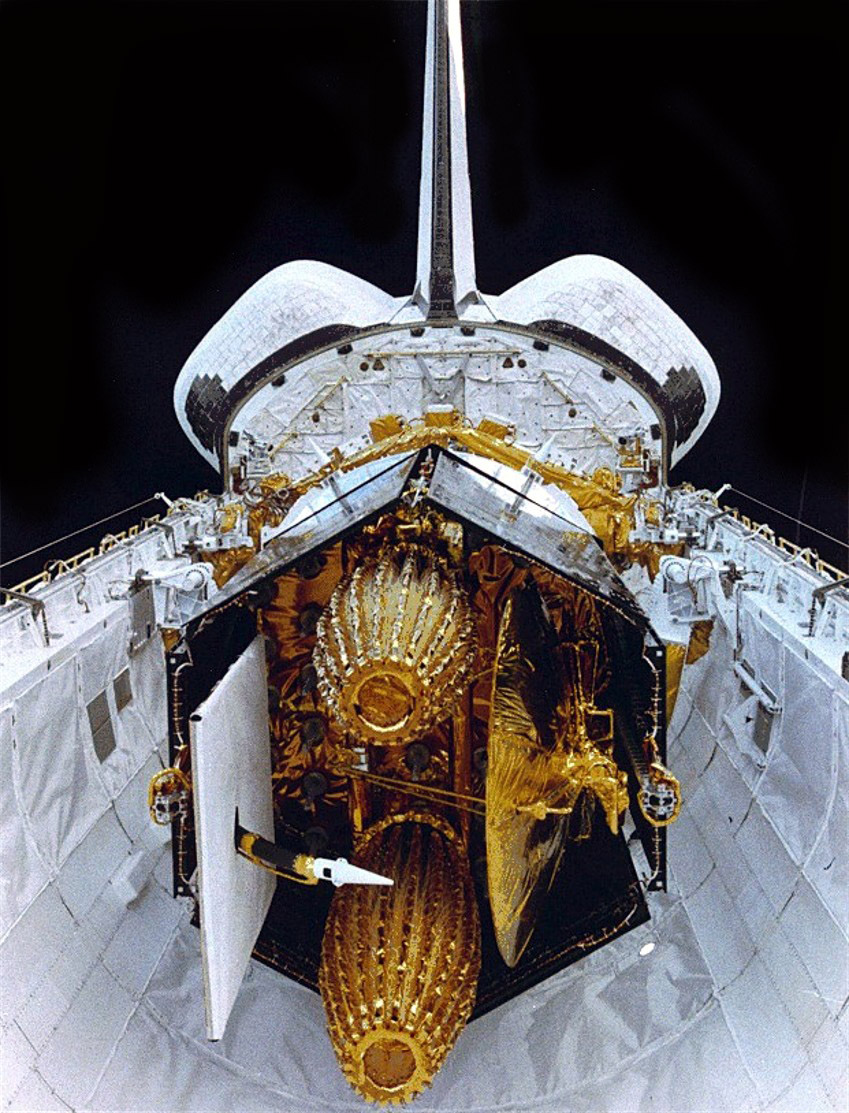
TDRS-C w ładowni promu Discovery
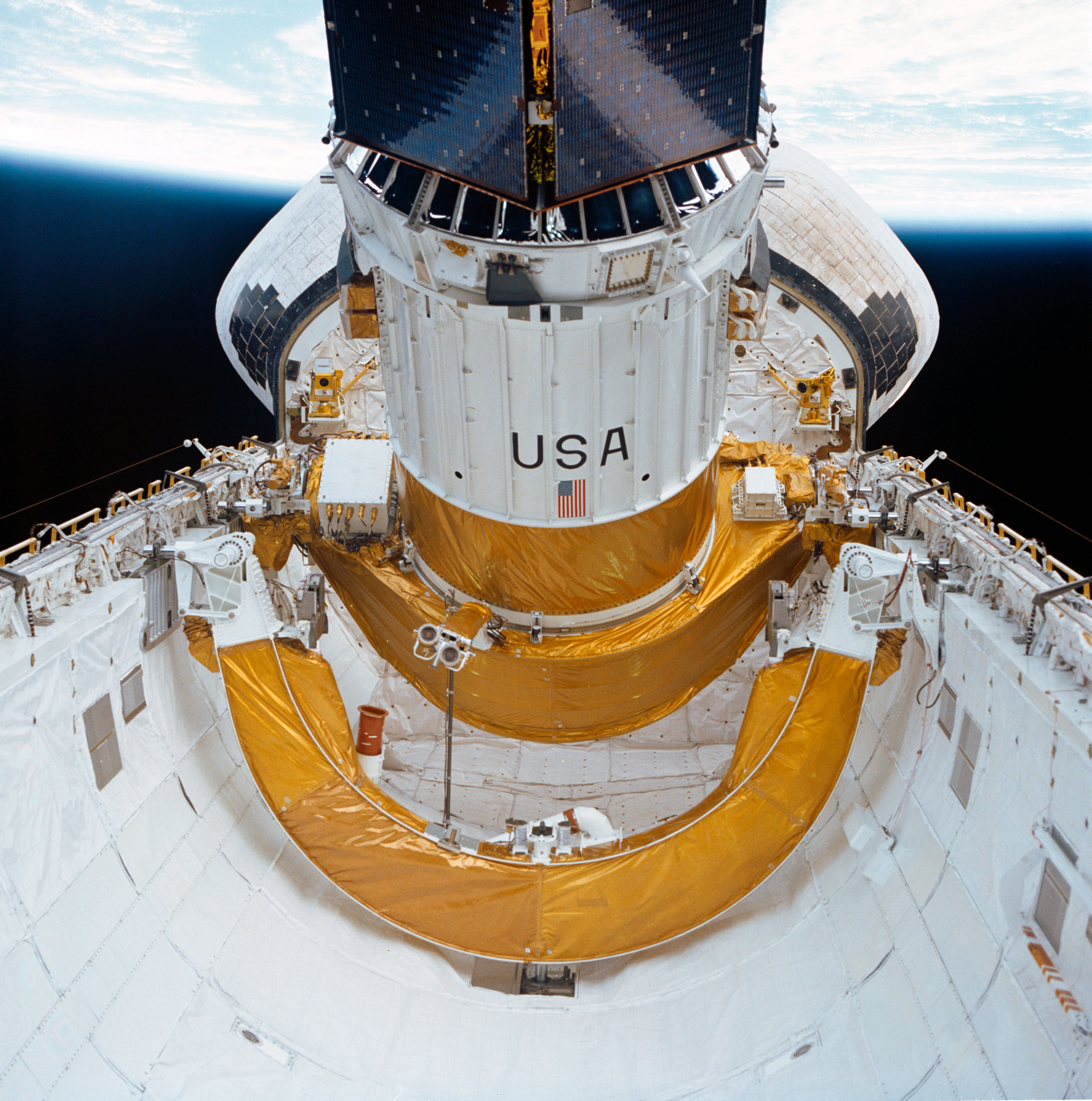
Adapter w pozycji zwalniającej
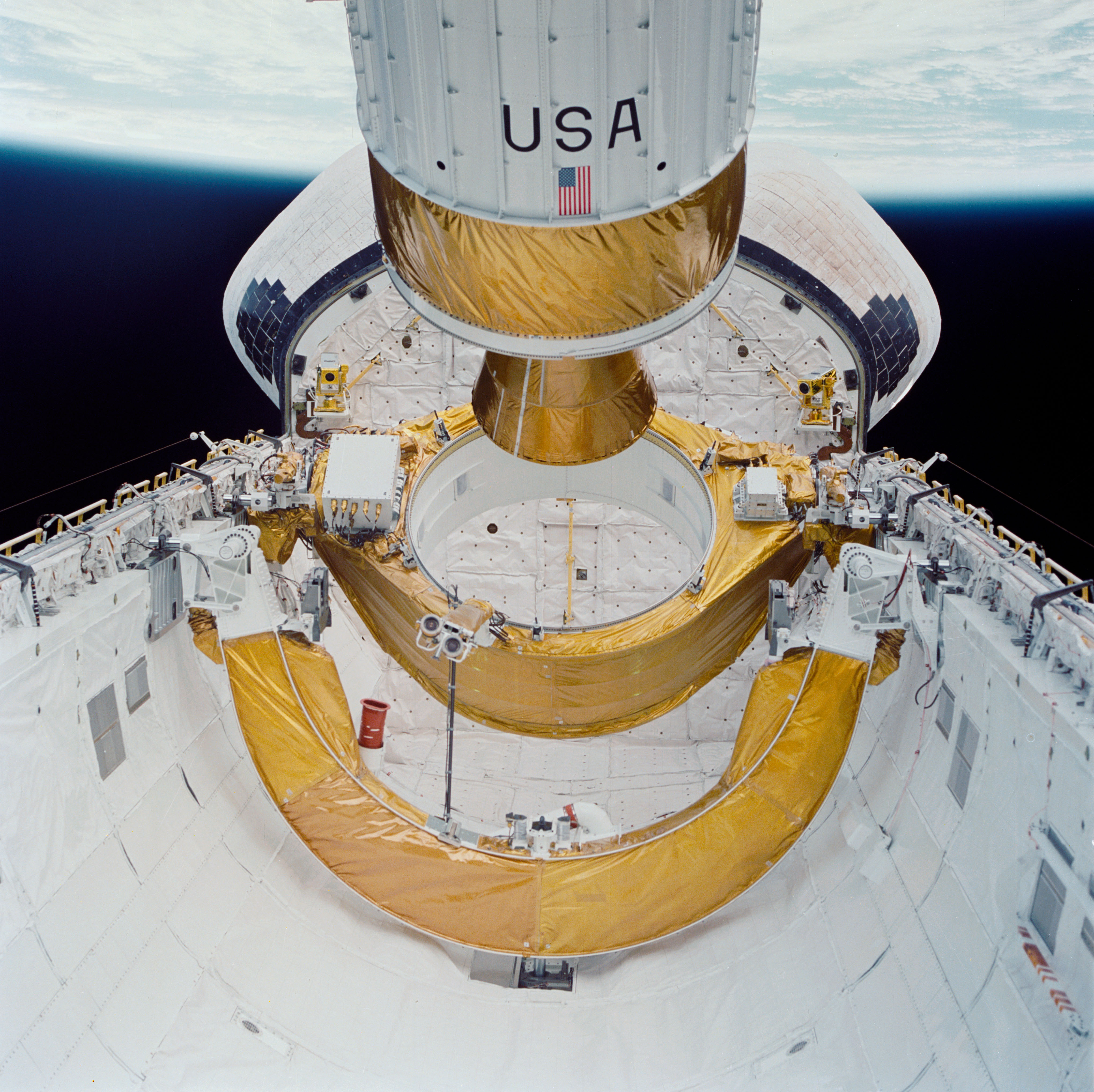
Zwolnienie TDRS-C
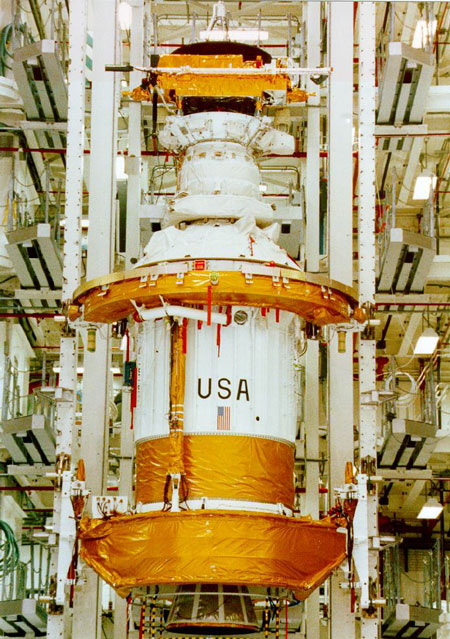
Sonda Ulysses zamontowana na stopniach IUS i PAM-S